# Антиопа
Антиопа (грч. Ἀντιόπη) је у грчкој митологији било име више личности.

## Етимологија
Име Антиопа означава жену са „лицем које се супротставља“.

## Митологија
- Антиопа (Амазонка).
- Антиопа (Асопова кћерка).
- Према Аполодору, била је једна од многих Теспијевих кћерки коју је завео Херакле и са којим је имала сина Алопија.[2]
- Према Хесиоду и Хигину, Пилова (Пилонова или Пилаонова) кћерка, која се удала за ехалског краља Еурита и са њим имала децу: Клитија, Ифита, Дидеона, Токсеја и Јолу.[2] Неки аутори су је називали Антиоха.[3]
- Хигин је помињао још једну Антиопу, која је била Еолова кћерка, а која је са Посејдоном имала синове Беота и Хелена.[2] Диодор ју је називао Арна.[3]
- Антиопа је била и Лаоконтова супруга, која је са својим мужем водила љубав у Аполоновом храму, због чега је Лаоконт на себе навукао гнев овог бога.[1]
- Сервије је изгледа помешао Антиопу са Антејом, Претовом супругом.[3]